# 京都社会福祉短期大学
京都社会福祉短期大学（きょうとしゃかいふくしたんきだいがく）。は、京都府京都市右京区において1967年に設置計画のあった日本の私立短期大学である

## 概要
- 京都府京都市右京区において設置される予定のあった日本の私立短期大学。
- 1966年12月頃、当時既に文部省[注 1]において提出された書類に設置認可の申請校の一つとして挙げられている。
- 1学科2課程で入学総定員200名体制を計画していた。しかし、結局は、開学できず[注 2]。

## 設置予定の学科
- 児童福祉科 
  - 第一部 入学定員100名
  - 第二部 入学定員100名